# Mimas montana
Mimas montana är en fjärilsart som beskrevs av Daniel och Wolfsberger 1955. Mimas montana ingår i släktet Mimas och familjen svärmare. Inga underarter finns listade i Catalogue of Life.